# Bralirwa
Bralirwa, Brasseries et Limonaderies du Rwanda, (RSE:BLRW) est la plus importante entreprise brassicole du Rwanda. C'est une filiale de Heineken, établie à Gisenyi au bord du lac Kivu.

## Histoire
La première usine de Bralirwa se situe à Gisenyi, elle commence la production en 1959. En 1971, Heineken entre à hauteur de 70% dans le capital de Bralirwa, et contribue à moderniser ses techniques de production comme le passage du soutirage par contre-pression d'air à celui au CO2.
Une nouvelle usine ouvre à Kigali en 1974 en partenariat avec The Coca-Cola Company, ce qui permet à Bralirwa de diversifier ses produits.
Au moment du génocide des Tutsi en 1994, les usines de Bralirwa sont endommagées.
En 2011, Bralirwa réalise un bénéfice net de 24 millions de dollars avec une augmentation de 16,3% des ventes.
Jusqu'en 2014, la majorité des exportations de Bralirwa se font vers la République démocratique du Congo.

## Activité
Bralirwa fabrique et commercialise des bières et des boissons gazeuses. Elle produit notamment dans ses usines :
- Primus
- Mützig
- Guinness (stoppé en novembre 2013[4])
- Amstel
- Heineken

## Direction
- Le directeur général est Etienne Saada, en remplacement de Merid Demissie[réf. nécessaire] qui a dirigé la société de 2018 à 2021[5][réf. à confirmer].